# ヨハン・ルーカス・シェーンライン
ヨハン・ルーカス・シェーンライン（Johann Lukas Schönlein 1793年11月30日 - 1864年1月23日）はドイツの医師、医学史家、古植物学者。

## 略歴
バイエルン州のバンベルクで従軍牧師の息子に生まれた。ランツフートとヴュルツブルクで自然科学と医学を学び、1816年に解剖学の教授デリンガー（Ignaz Döllinger）のもとで比較解剖学の論文を書き、卒業した。バンベルクやイェナ、ミュンヘンなどで医師として働いた後、1817年に教授資格を得て、ヴュルツブルク大学の講師となった。1819年に内科学の教授となり、1824年に病理学と臨床学の教授となった。
1832年に、政治的な理由のために解雇され、チューリッヒに移り、1833年にチューリッヒで臨床医学の教授になった。1839年にベルリン大学に招請され、1840年にプロイセン王フリードリヒ・ヴィルヘルム4世の主治医などに任じられた。1858年に引退し、故郷に戻った。
1844年にドイツの科学アカデミーレオポルディーナの会員に選ばれた。
ドイツ医学の近代化に功績があり、死亡した患者の病状の検証のために病理解剖を導入した。1818年から1819年の百日咳の論文では、病状の進行について正確な記述を行った。1826年から打診や、聴診器、血液検査、尿分析など当時新しい技術を利用した。その他いくつかの疾患についての病理学的研究に功績をあげた。有名な病理学者、ルドルフ・ウィルヒョウはシェーンラインの教えた学生の一人である。
医学史の分野で、特に感染症の歴史に興味を持ち、3500冊近い感染症に関する資料を集め、Schönleinianaと呼ばれる資料はヴュルツブルク大学に残された。
古植物学の分野では、ヴュルツブルク大学の時代に古い友人の鉱物学の教授、ルートヴィヒ・ルンプフ（Ludwig Rumpf）に影響を受け、三畳紀ドイツ・トリアス紀のKeuper層の植物化石を集め、正確な図を残した。シェーンラインのコレクションはベルリン自然史博物館やヴュルツブルク大学に残され、図は没後、シェンク（Joseph August Schenk）の解説とともに出版された。後にヴィルヘルム・フィリップ・シンパー（Wilhelm Philipp Schimper）やアルバート・スワードといった学者の古生物の著作に引用された。
古植物の種、Neocalamites schoenleinii や Sphenopteris schoenleinianaに献名されている。

## 著作
- Von der Hirnmetamorphose: Inauguralabhandlung. F. E. Nitribitt, Universitätsbuchdrucker, Würzburg 1816 (Dissertation; Digitalisat).
- Theses ex universa Medicina. Quas Gratiosi in Inclyta Universitate Herbipolitana Medicorum Ordinis consensu pro Gradu Doctoris in Medicina, Chirurgia et Arte Obstetricia Rite Obtinendo Pubice, Defendet Die XXIV. Februarii MDCCCXVI. Horis Matutinis Consuetis Joannes Lucas Schoenlein, Bambergensis. Würzburg 1816 (Thesenverteidigung Schönleins im Jahre 1816)
- Allgemeine und spezielle Pathologie und Therapie. Nach J. L. Schönlein’s Vorlesungen. Niedergeschrieben und herausgegeben von einem seiner Zuhörer. 4 Bände. 2. Auflage: C. Etlinger, Würzburg 1832; 3. Auflage: Literatur-Comptoir, Herisau 1837 (Digitalisat); 6. Auflage: St. Gallen 1846.
- Krankheitsfamilie der Typhen. Nach dessen neuesten Vorlesungen niedergeschrieben und herausgegeben von einem seiner Zuhörer. Mann, Zürich 1840.
- Klinische Vorträge in dem Charité-Krankenhause zu Berlin. Redigirt und herausgegeben von Ludwig Güterbock. Veit & Comp, Berlin 1842 (Digitalisat).
- Günter Klemmt: Johann Lukas Schönleins unveröffentlichtes Vorlesungsmanuskript über den „Keichhusten“ (= Abhandlungen zur Geschichte der Medizin und der Naturwissenschaften. Bd. 53). Matthiesen, Husum 1986, ISBN 3-7868-4053-9.
- Joseph August Schenkと共著: Abbildungen von fossilen Pflanzen aus dem Keuper Frankens, C.W. Kreidel´s Verlag, Wiesbaden 1865